# Hașiș

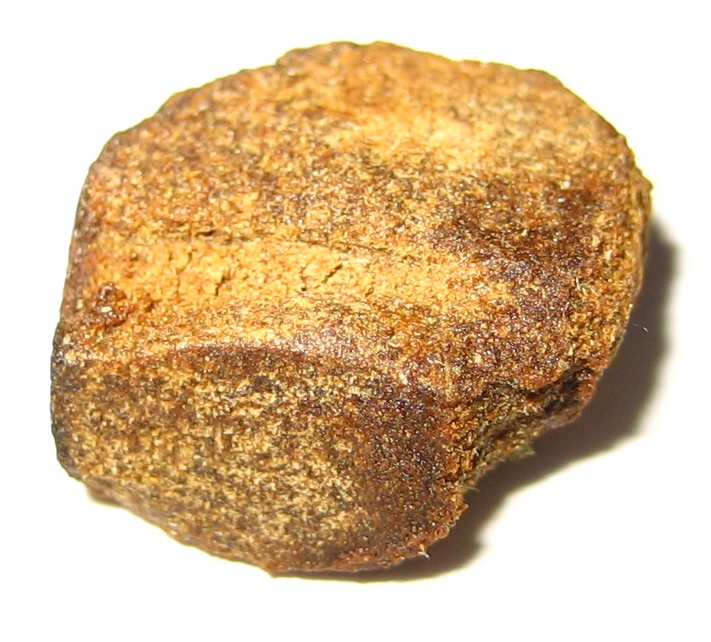
Hașiș „auriu”

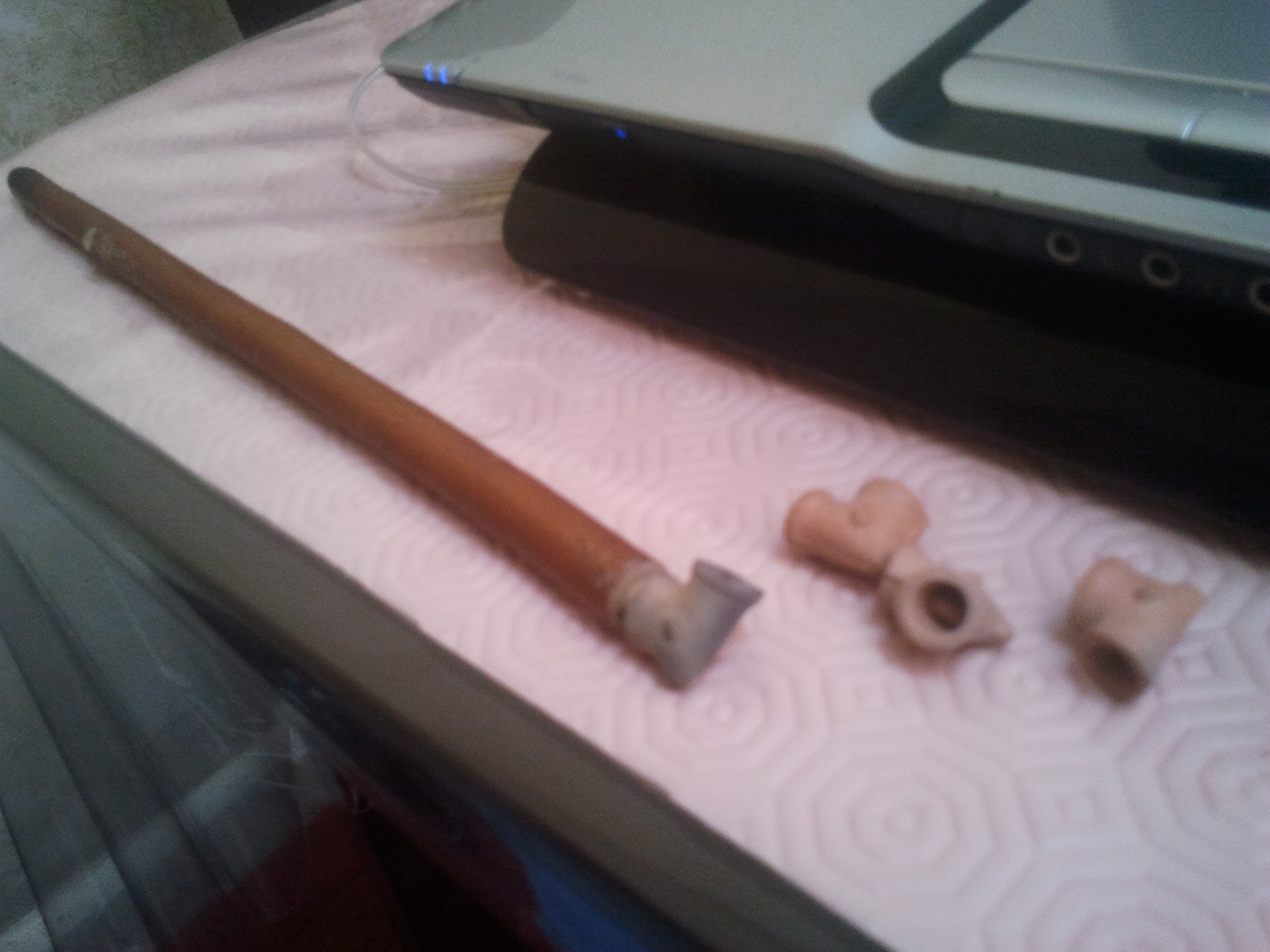
Sebsi (pipă de Maroc)

Hașișul (în arabă: حشيش; română: hașiș), este un drog care se obține din mugurii nefecundați ai plantei femele de Cannabis sativa L.ssp indica (cânepă). Face parte din categoria drogurilor psihoactive slabe (blânde).
În general hașișul este inhalat prin fumare sau consumat cu alimente sau băuturi. Hașișul este doar rășina extrasă și purificată prin diferite procedee din marijuana, însă este mai activ decât aceasta. Canabisul este o plantă ilegală în marea majoritate a țărilor lumii. Plantele de canabis au un procentaj foarte diferit de tetrahidrocanabinol THC în funcție de specii, acestea provenind din diferite părți ale lumii. Marocul este principalul producător de hașiș, cu 70% din producția mondială.
Droguri din această categorie de substanțe:
Hașișul (engl. "hashish") este rășina secretată de glandele situate la nivelul frunzelor dar mai ales mugurilor de cânepă (Cannabis). Hașișul se comercializează în "bulgări" solizi sau plăci presate și se prezintă - în funcție de țara de origine - în nuanțe de culoare roșie, maronie, verde sau negru.

## Forme de consum

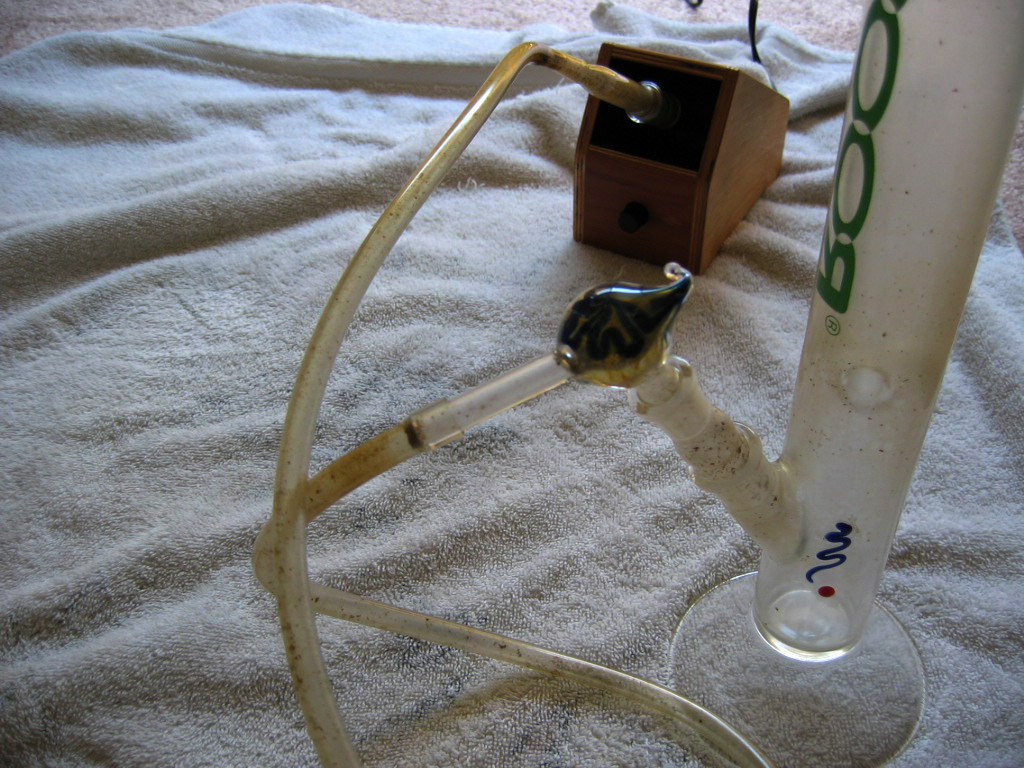
Vaporizator (stânga) și bong (dreapta)

Hașișul și marijuana se pot fuma în formă pură sau în amestec cu tutun.
Există mai multe modalități de a fuma: 
- fabricarea unei țigări prin rularea conținutului format din hașiș sub formă de pulbere amestecat cu tutun într-o foiță de hârtie (engleză: joint);
- formarea unei spirale de hașiș sub formă de clei in jurul unui joint gata rulat;
- la pipă;
- folosirea unei narghilele sau a unui bong;
- folosirea unui dispozitiv numit vaporizator (inhalarea vaporilor de apa cu THC) care dăunează mai puțin plămânilor.

Inhalate profund cu fumul, substanțele active sunt absorbite de organism prin capilarele pulmonare. Efectul se instalează între 30 de secunde si 15 minute după începerea fumatului.

Hașișul se mai poate consuma și prin ingerarea unor alimente sau băuturi cu conținut de THC. În cazul consumului de prăjituri cu hașiș (engleză Brownies), ceai, lapte sau alte produse precum uleiul (ce conține THC concentrat), efectul se instalează mai târziu (după 30 minute).

## Substanțe active
Tetrahidrocanabinoidele (THC) sunt principalele substanțe psihoactive din marijuana; acestea produc un efect euforic. Alte substanțe, precum CBD, provoacă o stare de moleșeala și meditație (stoned).
Cannabisul are o istorie îndelungată și plină de tradiție, ca medicament. În țările Orientului și Americii latine, aceste plante sunt puternic răspândite și au indicații de consum medical și mai ales social.

## Efecte și pericole în caz de abuz
Efectele biologice ale canabisului sunt reduse și aproape nesemnificative. Au fost constatate: scăderea frecvenței pulsului, o umplere mai puternică a vaselor conjunctivale (vasele sanguine de la nivelul conjunctivei ochiului), modificarea fluxului sanguin cerebral, corespunzând stărilor de meditație și concentrare. De asemenea, pot apărea simptome ca: scăderea tensiunii arteriale, uscarea mucoasei bucale și faringiene, vomă, diaree și senzație imperioasă de foame.
Efectele psihice ale substanțelor active din canabis depind în mod decisiv de personalitatea și mediul social al consumatorului, dar în general sunt similare.
Se descriu diferite faze ale stării tipice de euforie (engl. "cannabis high", "social high"). Printre efectele inițiale se numără adesea o stare de agitație, însoțită ocazional de stare de tensiune și anxietate, stări ce vor fi urmate în curând de o senzație plăcută de siguranță și ocrotire (germ. Geborgenheit). Urmează stări introspective și echilibrate, de un calm deosebit (eng. stoned). Alteori pot apărea oscilații ale stării de spirit, râsul nemotivat alternând cu tăcerea contemplativă. Este caracteristică intensificarea percepției mediului extern și intern. În cazul consumului în grup, aceste modificări pot determina o trăire mai intensă a relațiilor de grup.
Pierderea aptitudinilor critice pe durata stării de stupoare ("Rauschzustand") poate duce la perceperea defectuoasă a realității obiective. Consumatorul nu face față întotdeauna intensității trăirilor noi, ceea ce poate duce la apariția unor stări de anxietate severă.
Amețeala după canabis nu are aceeași evoluție în toate cazurile, există și stări euforice atipice. Rareori, consumul de canabis poate simula, agrava sau declanșa psihoze schizofreniforme.

## Potențialul de a crea dependență
Dependența fizică de substanțele active din canabis nu a putut fi demonstrată până în prezent. Aparent, nu există simptome de sevraj fizic pur după oprirea consumului.
Chestiunea dependenței psihice este dificil de apreciat și depinde de definiția termenului. Tiparele comportamentale ce apar în prezent în urma consumului de cannabis corespund definiției de "drug dependence" (dependență de droguri) formulată de OMS: "Dependența psihică și/sau fizică a unui individ de un drog, consumat periodic sau continuu."
Majoritatea consumatorilor iau hașiș sau marijuana aproximativ o data-de două ori pe săptămână, de regulă într-un "peisaj social" în care, în trecut, ar fi fost obișnuit consumul de alcool. De regulă, această categorie de consumatori poate abandona consumul de canabis fără a suferi de simptome de sevraj psihic, timp de mai multe săptămâni/luni.
Crește însă numărul consumatorilor care fumează zilnic și al căror ritm de viață, sentiment de siguranță și stare generală este sensibil tulburată fără droguri. La astfel de consumatori, renunțarea după o lungă perioadă de abuz poate duce la neliniște, alterarea stării psihice și tulburări de somn. Timpul de înjumătățire al THC la persoanele neobișnuite cu hașișul este de 50 până la 60 de ore, în timp ce la persoanele obișnuite scade la aproximativ jumătate. Această observație sugerează o toleranță semnificativă în cazul consumului cronic al substanței.

## Consecințe pe termen lung
Până acum, nu au putut fi demonstrate modificări organice majore. Riscurile pentru sănătate sunt apreciate, în ansamblu, a fi mai mari decât cele care apar în cazul tabagismului.
Cercetările au evidențiat modificări hepatice, pulmonare (conținutul de gudron al substanței inhalate prin fum este mult mai mare ca la tutun) și mai ales psihotice.
Comunicările despre modificări ale echilibrului hormonal, sistemului enzimatic, sistemului imunitar și la nivelul materialului genetic uman nu au putut fi demonstrate experimental până în prezent.